# Матагами (река)
Матагами (на английски: Mattagami River) е река в Централна Канада, североизточната част на провинции Онтарио, дясна съставяща на река Мус. Дължината ѝ от 443 км ѝ отрежда 82-ро място сред реките на Канада Канада.

## Географска характеристика

### Извор, течение, устие
Река Матагами изтича от северния ъгъл на езерото Матагами (на 330 м н.в.), разположено на 54 км на юг-югозапад от град Тиминс (източната част на провинция Онтарио). Тече на север и на 50°44′07″ с. ш. 81°28′03″ з. д. / 50.735278° с. ш. 81.4675° з. д. и на 30 м н.в. се съединява отляво с река Мисинаиби и дава началото на река Мус.

### Водосборен басейн, притоци
Площта на водосборния басейн на реката е 37 000 km2, което представлява 34,1% от басейна на река Мус.
Река Матагами има два основни притока, и двата леви – Граундхог (210 км) и Капускасинг (180 км).

### Хидроложки показатели
Многогодишният среден дебит в устието на Матагами е 423 m3/s. Максималният отток на реката е през юни и юли – 1384 m3/s, а минималния през февруари-март – 162 m3/s. Снежно-дъждовно подхранване. От началото на декември до края на април реката замръзва.

## Хидроенергийни съоръжения
По течението на реката има изградени 8 язовирни стени, като в основата на всяка от тях има функционираща ВЕЦ. Строителството на първата язовирна стена е извършено през 1911 г., а на последната през 1966 г. Четвъртата по ред стена „Айлънд Фолс“ все още е в проект.
В долния списък първият показател са координатите на язовирната, вторият – надморската височина на нивото на водата в язовира, третият – годината на построяване и четвъртият – мощността на ВЕЦ-а изграден при нея:
1. „Уауаитин Фолс“ – 48°20′26″ с. ш. 81°29′35″ з. д. / 48.340556° с. ш. 81.493056° з. д., 310 м н.в., 1918 г., 15 MW;
2. „Санди Фолс“ – 48°30′41″ с. ш. 81°26′35″ з. д. / 48.511389° с. ш. 81.443056° з. д., 270 м н.в., 1911 г., 5,5 MW;
3. „Лоуър Стърджън“ – 48°48′47″ с. ш. 81°29′15″ з. д. / 48.813056° с. ш. 81.4875° з. д., 258 м н.в., 1923 г., 14 MW;
4. „Айлънд Фолс“ – 49°08′12″ с. ш. 81°37′48″ з. д. / 49.136667° с. ш. 81.63° з. д., 237 м н.в., —, 20 MW (проект);
5. „Смоки Фолс“ – 50°00′16″ с. ш. 82°09′55″ з. д. / 50.004444° с. ш. 82.165278° з. д., 189 м н.в., 1926 г., 268 MW;
6. „Хармън“ – 50°03′36″ с. ш. 82°09′18″ з. д. / 50.06° с. ш. 82.155° з. д., 169 м н.в., 1965 г., 141 MW;
7. „Литъл Лонг“ – 50°06′26″ с. ш. 82°12′23″ з. д. / 50.107222° с. ш. 82.206389° з. д., 114 м н.в., 1963 г., 137 MW;
8. „Киплинг“ – 50°08′42″ с. ш. 82°12′27″ з. д. / 50.145° с. ш. 82.2075° з. д., 101 м н.в., 1966 г., 155 MW;

## Селища
По течението на реката има само две селища:
- град Тиминс (43 165 души);
- град Смут Роки Фолс (1376 души)

## Етимология
На езика на местните индианци оджибуе maadaagami означава „начало на водата“ или „бурна вода“.